# West Odessa
West Odessa – jednostka osadnicza w Stanach Zjednoczonych, w stanie Teksas, w hrabstwie Ector.